# Lasiosina subatra
Lasiosina subatra är en tvåvingeart som beskrevs av Dely-draskovits 1979. Lasiosina subatra ingår i släktet Lasiosina och familjen fritflugor. Inga underarter finns listade i Catalogue of Life.